# 導管 (X-ファイルのエピソード)
「導管」（原題：Conduit）は『X-ファイル』のシーズン1第4話で、1993年10月1日にFOXが初めて放送した。本エピソードにおいて初めて、サマンサ・モルダー（フォックス・モルダーの妹）の誘拐事件の詳細が視聴者に明かされた。

## スタッフ
- 監督：ダニエル・サックハイム
- 脚本：アレックス・ガンサ、ハワード・ゴードン

## キャスト

### レギュラー
- デイヴィッド・ドゥカヴニー - フォックス・モルダー特別捜査官
- ジリアン・アンダーソン - ダナ・スカリー特別捜査官

### ゲスト
- チャールズ・シオフィ - スコット・ブレヴィンス課長
- キャリー・スノッドグレス - ダーレーン・モリス
- ドナルド・ギブ - キップ
- ジョエル・パルマー - ケヴィン・モリス
- ターニャ・ディー - ルビー・モリス

## ストーリー
アイオワ州スーシティオカボジー湖国立公園にあるキャンプ場にて、ダーリーン・モリスはRV車から発光を目撃した。ダーリーンは不安を感じながらも、息子ケヴィンを探しに車の外に出た。ダーリーンはケヴィンを見つけるが、今度はケヴィンの姉ルビーが姿を消したことを知らされた。
スカリーはスコット・ブレヴィンス課長からモルダーがルビーの失踪事件について調べるために出張費を請求したことを知らされる。スカリーはモルダーから何も聞いていなかった。ブレヴィンス課長はモルダーの妹サマンサの失踪事件が記されたX-ファイルもスカリーに見せた。スカリーがモルダーに出張について問い質すと、モルダーはオカボジー湖で1967年にUFOが目撃されたとき、ダーリーンも目撃者の一人であったと説明した。
2人がダーリーンに会うためにアイオワ州へ赴いた。モリス家で、モルダーはケヴィンが二進法表記の暗号をメモしていることに気が付く。ケヴィン曰くその暗号はテレビの砂嵐画面から受け取ったものだという。ケヴィンのメモを分析に回した後、2人は地元の保安官に会い、ルビーが家出癖のある非行少女であったことを知る。2人はその後、テッサという名前の若い女性からルビーが妊娠していて、近いうちにボーイフレンドのグレッグと駆け落ちする予定であったという情報を得る。2人はグレッグの働くバーへ行くが、そこにグレッグの姿はなかった。しかし、その店の店長からオカボジー湖におけるUFOの活動に関する情報を得る。
ケヴィンのメモにはアメリカ国防総省が使用する人工衛星との通信用コードが記されていたことが判明する。これを受け、アメリカ国家安全保障局は他にも機密情報がないか調べるためにモリス家に捜査に入り、モリス一家は拘禁される。モリス家のRV車の屋根に焦げ跡を発見したモルダーはオカボジー湖に行くことを決める。そこで、2人はガラス状になった砂と木の燃えかすを発見する。捜索中の2人は白いオオカミの群れに遭遇する。その近くの浅めの墓穴の中にグレッグの死体があった。
グレッグの財布の中にあったメモ書きから、2人は妊娠していたのはルビーではなくテッサであったことを知る。テッサを取り調べると、グレッグを殺したと自供した。しかし、テッサはルビーを殺していないと主張した。モリス家に戻った2人は暗号が記された紙がリビングに敷き詰められているのを見る。それを上から見ると、ルビーの顔を形作っていた。2人が再びオカボジー湖へ向かうと森の中でダーリーンとケヴィンを見つけた。
ルビーは入院することになった。何があったのかを尋ねられると、ルビーは「あの人たちから何も言うなと言われている」とだけ答えた。モルダーは「あの人たち」が誰なのかを聞き出そうとするが、娘のつらそうな姿に耐えかねたダーリーンは捜査への協力を拒否する。
ワシントンに戻ったスカリーはブレヴィンス課長から渡されたテープを再生した。その中には、モルダーが催眠療法の中でサマンサ失踪時の記憶を取り戻す様子が収められていた。その頃、モルダーは教会の椅子に座りサマンサの写真を見ながら涙を流す。

## 製作
オカボジー湖でのシーンはブリティッシュコロンビア州バンツェン湖で撮影された。信号を設置するために森に入った撮影クルーが遭難するという事故が起きた。二進法の暗号コードで表現されたルビーの顔を作ったのは、美術助監督のグレッグ・ローウェンとヴィヴィアン・ニシである。
脚本を担当したハワード・ゴードンは「アレックスと僕は自分たちの強みであるキャラクター描写に力を注いだ。僕たち2人は今回のエピソードでモルダーが失踪した妹を探し続けていることをもう一度視聴者に伝えるのもいいなと思ったんだ。そのために、単純なアブダクションの事件を構築した。エピソード全体に緊張した雰囲気を漂わせたかった。エピソード中に起こる出来事は実際に起きてもおかしくないようなものにしたかった。実際にそうなっていると思う。母親の思いに反してルビーはグレッグに誘拐された、もしくは彼に殺されてしまったのか。ルビーの失踪はツイン・ピークスのような事件なのか、それともエイリアンによるアブダクションなのか。この2つが『導管』のテーマになっている。」と語っている。
ゴードンは本エピソードの終わり方を称賛しており、「僕たちはモルダーが妹を探している姿を描き出したエンディングの出来にほれぼれしている。サックハイム監督の演出も見事だった。モルダーは教会の椅子に座り一人で泣いていたが、あのときの彼には信念しかなかった。「導管」のストーリーはモルダーの信念、そしてルビー失踪事件とサマンサ失踪事件の間のつながりによって魅力的なものになっている。ある意味では、エイリアンと人間の間をつなぐ導管の役割を担ったケヴィン少年は本質においてモルダーそのものだ。ファンの心に響くようなストーリーを描くことは難しかったが、満足のいく出来にはなった。」と述べている。
プロデューサーのグレン・モーガンは脚本を担当した2人を評して「登場人物をドラマティックに描き出す優れた感覚を持っている。」と述べている。また、本エピソードについては「モルダーというキャラクターを確立するのに貢献した。」と述べている。クリス・カーターは「本エピソードの見どころはエンディングだ。あの場面で、スカリーはモルダーが変人や狂人の類ではないことを知る。モルダーの人物像を視聴者に明示したという意味において、「導管」はシリーズ全体の中でも非常に重要なエピソードだ。」と述べている。また、カーターは本エピソードを通して、スカリーの視点から物語を見ることで、極端な理論や感情に走るモルダーを現実的な方向へ引き戻すことができることを実感したという。

## 評価
1993年10月1日、FOXは本エピソードをはじめてアメリカで放映し、920万人の視聴者（590万世帯）を獲得した。
『エンターテインメント・ウィークリー』は本エピソードにB評価を下し、「シリーズの設定の説明として卓越したものだ」「森の木が生き生きとしているように見えるほど、ドゥカヴニーの演技は陰鬱だ」と述べている。『A.V.クラブ』のキース・フィップスは本エピソードにB+評価を下し、「「導管」はモルダーとスカリーが陰謀に立ち向かうモチベーションを高めていく様を見事に描き切っている。このエピソードでなされたことは後々シリーズ全体によい影響を及ぼすだろう。」と述べている。ミシェル・ブッシュは「「導管」によってシリーズ全体のメインテーマの一つである「失踪した妹サマンサを見つけ出そうと必死になるモルダー」が確立されたように思う。」としている。
本エピソードで、フォックス・モルダーはルビー失踪事件と妹サマンサの失踪に類似点を見出し、人間としての弱さを見せた。この描写は従来であれば、女性のキャラクターが担う役どころである。それを男性キャラクターであるモルダーが担ったところに刑事ドラマにおけるジェンダーの打破の萌芽を見出した研究がある。